# 2MASS J12095613−1004008
| 2MASS J12095613−1004008                                 | 2MASS J12095613−1004008                 |
| ------------------------------------------------------- | --------------------------------------- |
| Beobachtungsdaten Äquinoktium: J2000.0, Epoche: J2000.0 |                                         |
| Sternbild                                               | Virgo                                   |
| Rektaszension                                           | 12h 09m 56,1s                           |
| Deklination                                             | −10° 04′ 01″                            |
| Scheinbare Helligkeit (J-Band, gemeinsam)               | 15,6 mag                                |
| Spektralklasse                                          | A: T2.0 ± 0.5 B: T7.5 ± 0.5             |
| Astrometrie                                             |                                         |
| Parallaxe                                               | 47 ± 11 mas                             |
| Entfernung                                              | ca. 20 pc                               |
| Einzeldaten                                             |                                         |
| Scheinbare Helligkeit (J-Band)                          | A: 15,80 ± 0,05 mag B: 17,27 ± 0,17 mag |

2MASS J12095613−1004008, kurz 2MASS J1209-1004, ist ein Doppelsystem von zwei T-Zwergen im Sternbild Virgo. Die Komponenten haben einen Winkelabstand von 0″,14.